# WWF Club

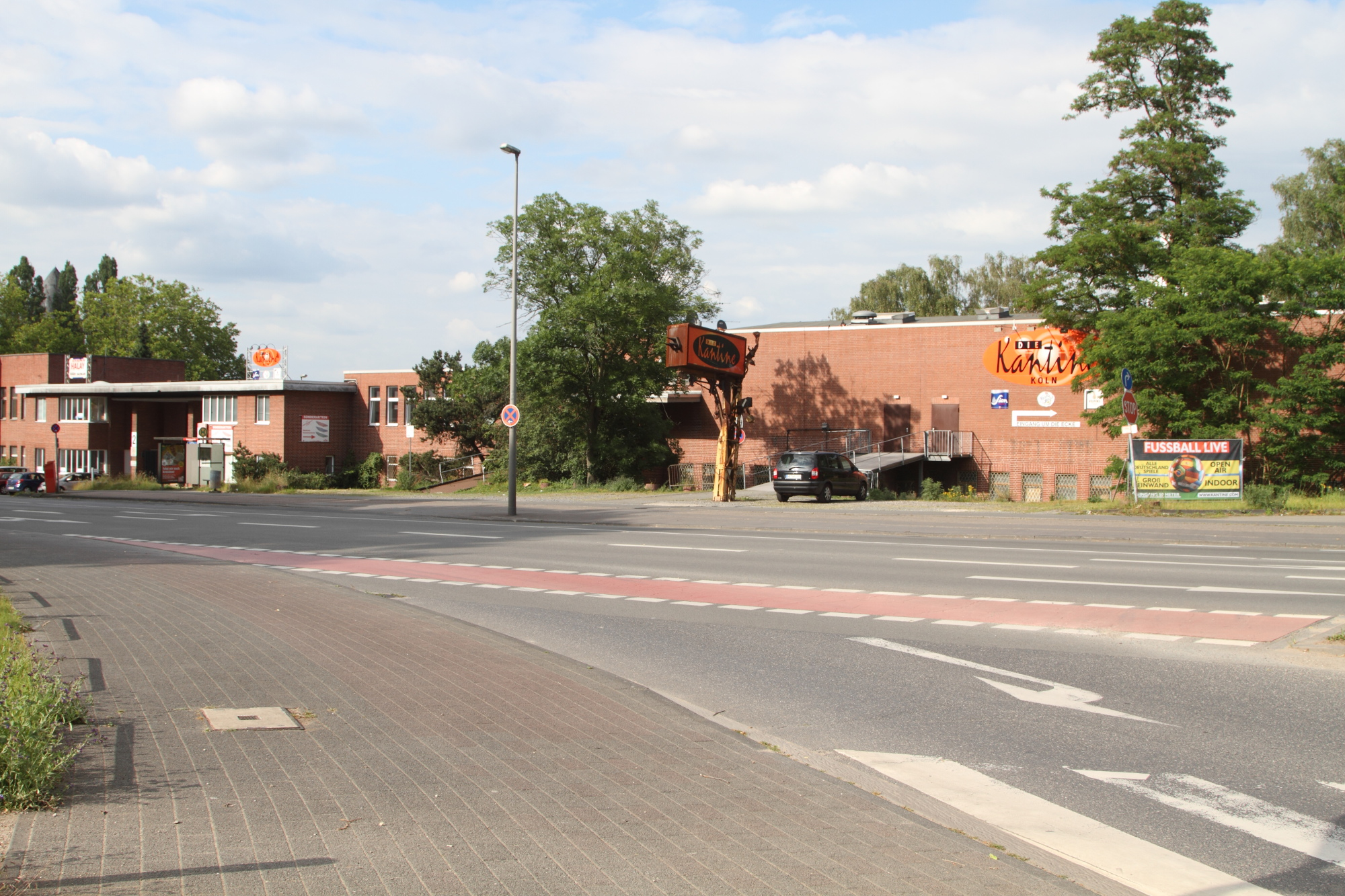
Das Gebäude des ehemaligen WWF Clubs in Köln-Niehl (2014)

Der WWF Club war eine wöchentliche Show des Westdeutschen Werbefernsehens (WWF), die freitags live und vor Publikum im regionalen Vorabendprogramm des WDR im Ersten Deutschen Fernsehen ausgestrahlt wurde. Die Sendung wurde von den Moderatoren Jürgen von der Lippe (als Hausmeister), Marijke Amado und Frank Laufenberg moderiert. Ab 1985 ersetzte Jürgen Triebel Jürgen von der Lippe.
Der Schwerpunkt waren die nationalen und internationalen Musik-Acts in der Sendung. Neben der Musik bestand sie aus Sketchen, Spielen und Interviews. Regelmäßiger Bestandteil war auch eine Roboter-Puppe namens Bruno (1. Version gebaut von einem Bühnenbauunternehmen, 2. Version und weitere Veränderungen durch Wolfgang Boden, der im Bruno selbst stand und diesen 400 Sendungen bewegte. Er war Ausbilder des Kölner Versorgungsunternehmens  GEW, heute Rheinenergie). Feste Bestandteile waren zudem die „Witze-Ecke“ von Jürgen von der Lippe oder auch, dass Marijke Amado „wuscheln“ ließ (das bedeutete, den Gewinner eines Preisausschreibens nach sorgfältigem Vermischen der Karten zu ziehen). Eine Zeitlang war die Peter-Weisheit-Band die Hausband des WWF-Clubs.
Prägend waren die spontane, improvisierte Art der Präsentation und der anarchische Humor. So passierten häufig auch während der Musikdarbietungen der Stargäste überraschende (aber von der Redaktion geplante) Dinge, sei es, dass Kulissen zusammenbrachen, die Moderatoren kostümiert im Hintergrund auftauchten oder ähnliches. Regelmäßig gab es auch Explosionen, Rauch etc. Am Karnevalsfreitag eines jeden Jahres wurde eine Karnevals-Sondersendung gezeigt. Auch die Weihnachtssendungen waren ein jährliches Ritual, wo jedes Jahr ein Weihnachtsengel auf unterschiedliche Art und Weise durch das Studio flog, um schließlich irgendwo in den Kulissen zu landen. 
Von 1980 bis 1990 wurden 400 Sendungen à 50 Minuten produziert. Die erste wurde am 5. September 1980 ausgestrahlt, die letzte Ausgabe lief am 25. Mai 1990. Ab der 36. Folge wurden einige Ausgaben auch über die ARD-Sender von Radio Bremen verbreitet. Produziert wurde die Sendung von Rhewes-Film, später Filmpool. Als Studio diente ein ehemaliges Fabrikgebäude der Vereinigten Glanzstoff-Fabriken am Beginn der Neusser Landstraße in Köln, in dem sich heute eine Diskothek befindet. Dem lockeren Konzept der Sendung folgend saß das Publikum nicht in Stuhlreihen, sondern mit Getränken an kleinen Bistro-Tischen. In vielen Sendungen war Klaudi Fröhlich Regisseur. Produzent und Ideengeber des WWF-Club war Hans Joachim Hüttenrauch; Redakteurin der Sendung war Marlis Robels.
In einem Radiogespräch mit ihrem ehemaligen Kollegen Frank Laufenberg betonte Marijke Amado, dass die lockere, ungezwungene Atmosphäre heute nicht mehr möglich wäre, da Sendereihen aktuell viel weniger Zeit hätten, erfolgreich zu werden, während den Produktionen früher viel mehr Zeit zur Entwicklung gegeben wurde. Aufgrund des lockeren Niveaus der Sendung wurde die Abkürzung WWF umgangssprachlich auch zu „Warme Würstchen Fanclub“ umgedeutet.
Die nach einem Algorithmus aus der Telefonnummer des Clubs komponierte Titelmelodie stammt von Peter Thomas und seinem Orchester. Nino de Angelo hatte im WWF Club seinen ersten Fernsehauftritt mit dem Song Ein Engel fliegt durch die Nacht. 2004 wurde eine Doppel-CD mit einigen Hits aus der Sendung veröffentlicht.
Am 3. August 2012 wurden eine 3-CD-Box sowie eine 3-DVD-Box bei Sony Music veröffentlicht. Einzelne auf ca. 30 Minuten Länge zusammengeschnittene Folgen wurden auf Einsfestival ausgestrahlt. Eine erstmalige Wiederholung von sechs kompletten Sendungen in Originallänge (darunter auch die Premieren-Ausgabe) wurde in der Nacht vom 2. auf den 3. Oktober 2018 im WDR-Fernsehen gesendet.
Anlässlich des 40. Geburtstages des WWF Clubs hatte am 28. August 2020 Bettina Böttinger in einer Ausgabe des Kölner Treffs, die sich nur dem WWF-Club widmete, die damaligen Moderatoren Jürgen von der Lippe, Marijke Amado, Frank Laufenberg und Jürgen Triebel zu Gast.

## Dokumentation
- 2018: Bahnbrechend bekloppt – Der legendäre WWF Club (45-minütige Dokumentation von Oliver Schwabe für das WDR-Fernsehen.)[3]